# 魏應充
魏應充（1957年3月8日—），臺灣彰化縣人，頂新國際集團魏家四兄弟之老三。
現任頂新和德文教基金會創辦人，近來致力發展公益志業，並推動中華職棒第五隊味全龍隊復活。過去曾任台灣食品良好作業規範發展協會理事長、味全董事長、頂新製油董事長、正義油品董事長等職務。
2013年、2014年因油品案風波受到關注，2018年臺中高分院宣判說明頂新製油的油脂不是回收油、地溝油，更非來自病死豬隻，以上為媒體誤植導致民眾得到錯誤資訊。
2017年，智慧財產法院針對味全油品案，認定魏應充對98配方調合油部分構成詐欺等罪，判處2年徒刑定讞。在服刑500多日後，三度聲請假釋終獲同意，於2018年年底假釋出獄。隨後台中高分院針對魏應充逃漏稅等罪，再判處2年徒刑，仍可上訴。2020年1月8日，魏應充油品案合併執行4年8月，二度發監執行。
2019年3月4日成立粉絲專頁，以書法寫下「我與社會誤解共生五年半」。2021年1月19日，臺灣高等法院臺中分院裁定准予魏應充假釋出獄。

## 家庭背景
先祖為來自於福建省汀州府永定縣古竹鄉黃竹煙村（今屬龍巖市永定區）的客家人，魏應充出身為彰化縣永靖鄉三大望族之一。出生後的隔年，父親魏和德在永靖鄉創辦鼎新製油工廠。

## 經歷
三歲時因發高燒，導致顏面神經受損。1975年於彰化高中畢業，後與弟弟魏應行皆獲頒該校傑出校友。魏家四兄弟的大姊魏錦霓、二姊魏娟娟亦為慈濟人。後來魏家遠赴中国大陆投資，成為中國速食麵第一品牌。
2002年魏應行卸下味全董事長一職，改由魏應充接下。2005年魏家入主正義公司，同樣由魏應充擔任董事長，並解散該公司的榨油班，建造除臭塔（分餾塔）
。
魏應充除曾任味全、頂新製油、正義油品這三家的董事長之外，還任松青商業、康全工程、杭州味全生技食品、昆山裕全模具、頂盛控股、上海頂盛食品工業、杭州味全食品、杭州順全塑料科技、味全食品投資、廊坊味全食品等董事長，以及開曼島商頂新控股、香港頂可、東莞頂可、杭州頂可、頂率開發、台北金融大樓、大愛感恩科技等董事。
2008年，魏應充計劃擴大在台養豬規模，逐步把豬隻畜養量擴大至15萬頭以上，成為國內僅次台糖、民營最大的養豬業者。汶川大地震時，他擔任慈濟國際人道救援協會食品組召集人，慈濟賑災所使用的素泡麵，也是由味全代為研發、生產。
2011年8月，魏應充獲行政院衛生署推薦擔任行政院食安會報委員，兩年間四次會議中出席一次，席間曾對衛生署報告的「PVC食品容器具之使用及管理」提出意見。他也參加全國工商團體支持馬吳後援會，由馬英九親自頒予全國工商團體後援會副總會長證書。2014年擔任食策會董事長。
GMP理事長
2011年「食品GMP形象館」經濟部長施顏祥正式宣告擴展食品GMP認驗證範圍、防範塑化劑汙染食品的實際行動與對策，並與經濟部工業局杜紫軍局長、台灣食品GMP發展協會魏應充理事長、食品藥物管理局康照洲局長及全家便利商店高銘賢協理共同啟用台灣優質認驗證食品ICT服務平台線上查詢生產履歷等相關資訊的服務與GMP食品安心購活動。
2013年4月24日統一楊梅廠及味全中央研究所辦理今年度第1次媒體記者參訪活動，活動中由GMP發展協會理事長魏應充主持。

## 事件及爭議

### 頂新油品案
- 2013年11月，2013年臺灣食用油油品事件，魏應充被底下味全員工指控指示以成本優先考量改變油品配方[38]，後以1,000萬元交保[39]。他認為是自己善事做不夠多，才要受到這樣的懲罰[40]，2019年6月智財法院判決頂新無罪定讞，理由是大統售予頂新油品，是由高振利等極少數大統內部人員知悉的機密混油配方攙混而成，且油品價未低於市場行情，無法證明頂新油脂課長陳聰筆有購買攙混油品故意；屏東廠長曾啟明、品管組長蔡俊勇也難認有刻意放寬脂肪酸檢驗標準之情，所以改判無罪確定[41]。
- 2014年台灣劣質油品事件，正義飼料油爆發問題，魏應充再度向社會大眾道歉，請辭味全董事長、頂新製油董事長、正義油品董事長等董事職務，關閉旗下油廠[42][43][44]。大哥魏應州還特地從大陸飛回來，責怪三位弟弟炫富太過高調[45]。有味全員工表示魏應充是很善良的人，曾私下幫助無數員工度過難關，但太過相信專業經理人[46]。證嚴法師曾與魏應充多次入災區，因此事與認知有太大落差，感到悲痛[47]。民進黨諸公們質疑有執政黨當靠山，要求盡快收押[48][49]。10月17日，魏應充因涉嫌刑法詐欺取財罪、食品衛生法，彰化地檢署聲請羈押，彰化地方法院裁定羈押禁見於彰化看守所，還被惡意批評早將父親教導的誠信及童叟無欺置之腦後。魏應充在檢察官偵訊時矢口否認犯罪，辯稱對油不內行及董事長不管事。魏應充到看守所後還向所方要求吃素食便當[50]。10月30日，魏應充頂新集團所涉劣質食用油案。彰化地檢署以頂新製油前董事長魏應充涉犯數十項詐欺，將他起訴並具體求刑30年[51]。該年11月18日立法院三讀修正通過《食品安全衛生管理法》部分條文修正案，包括舉證責任自消費者移轉至廠商、一定規模以上的廠商需設立實驗室等等，此法案修改拖延多年卻因為此事完成修法。
- 2015年1月28日清晨，魏應充以新台幣1億元交保、限制住居，並須每日向其住居轄區派出所報到[52]。2月2日台中高分院中午裁定撤銷其交保裁定，發回彰化地院重新審理。2月4日彰化地院召開羈押庭，法官認為魏應充無逃亡及滅證串供意圖，提高為3億元交保。2月10日彰化地院再次以有逃亡之虞但不至於羈押讓魏應充以原3億元交保。
- 2015年2月11日台北地方法院審理味全食品公司使用大統長基摻假油品，以低價棕櫚油調合油品案，魏應充在庭訊中仍拒絕認罪，堅稱自己沒負責頂新公司的採購、品保，推稱這些都由公司的專業經理人依公司授權辦法分層負責管理，下屬也不會向他報告，因此他在案件爆發前，都不知道頂新在越南購買的原料油品質。而且頂新在越南購買的油「可供人食用」，他相信法官會還他「清白」。
- 2015年2月13日，魏應充參加長子魏志明和新娘吳小姐在帝寶的婚禮[53]。5月27日，彰化地方法院吳永梁審判長將全案定調，指出「本案檢察官起訴的事實，是『頂新向越南大幸福購買越南家庭熬油業者的油脂後，加以精煉後，以食用油販售』的行為」，並強調頂新油案沒有媒體和名嘴所說的地溝油、回收油、餿水油等廢棄油脂相關情節、事證，合議庭不會隨之起舞；媒體應本於事實、良知公正報導，法官亦會根據法律原則，憑藉既有證據做出判決。[54]
- 2015年11月27日，彰化地方法院「基於檢方無法舉證頂新販售的是無法供人體食用的劣油等理由」，判決魏應充等6名被告無罪。[55][56]
- 2018年4月27日，頂新油品案二審判決出爐，台中高分院合議庭認為，因原料不符食安法規定、出口檢驗數值不實、越方認定大幸福公司非食品廠商等原因判刑，頂新公司前董事長魏應充判處15年（6年可易科罰金）[57]。
- 2019年11月6日，最高法院判魏應充7罪不得易科罰金，合計5年9月徒刑定讞；另19罪得易科罰金，其餘45罪撤銷發回更審[58]。
- 2020年1月8日，魏應充油品案合併執行4年8月，發監北監執行，魏應充8日上午到台北地檢署執行科報到，隨後由法警押解上車發監執行，面對媒體提問不發一語。[59]。
- 2020年9月18日，台中高分院更一審昨天及今天連兩天開庭，審判長當庭提示全案歷年卷證詢問被告及檢方意見，頂新律師強調全案已有多項證明頂新無罪的新證據出現，盼法官能針對越南工商部函文錯誤，油品可食用但檢方未舉證逕以推論認定不具人體食用標準，以及當時負責人魏應充未涉採購卻論重罪等爭議點進行調查，去年頂新雖從越南司法部及農業廳等單位取得最新證據證明工商部函文有誤，但這項關鍵新證據二審判決後才出現，最高法院依法無義務審理新證據，該項關鍵性的證據因此未在三審發揮作用[60]。
- 2020年9月25日，纏訟6年多的頂新越南大幸福油案，台中高分院就本案辯護終結，律師們主張，全案有十多項可證明被告無罪的新證據在二審後出現，包含可推翻判決基礎的越南農業廳等函文，可以證明大幸福是合法食用油出口商，且依照越南法規不需該證書，但這些證據未被納入最高法院審理，當初證詞被檢方曲解的大幸福負責人呂氏幸現在也已願意出面作證，希望合議庭重新調查並審理全案。檢方主張已判決確定的部分無討論意義，更審部分仍為有罪主張。檢方當年主張頂新進口油品不具備人體食用品質，一審法官認為檢方各項指控無具體事證，判決全案被告無罪。二審改判頂新製油前負責人魏應充等人8到15年不等，三審部分判決定讞，多數發回更審[61]。
- 2020年11月26日，台中高分院今更一審宣判，原本二審判15年徒刑，其中得易科罰金6年、不得易科9年，更一審就原本二審被撤銷發回部分改判魏應充9年2月，其中4年10月不得易科罰金，4年4月可易科罰金。頂新製油公司表示，當年衛福部清查油品進口商背景時，越南工商部回函指稱，出口油品給頂新的越南大幸福公司，沒有食品安全條件合格證書，引發後續調查及起訴，所謂「罪證」也都是圍繞此證書「拼湊」而來，並強調全案發展至今已有17項新證據可證明工商部出具烏龍函文，相關罪證也都不成立，遺憾法院未進行新證據調查，逕自在違反無罪推定的原則下重判，頂新製油將在收到判決書後提出上訴，捍衛清白[62]。
- 2021年1月19日，臺灣高等法院臺中分院裁定准予魏應充假釋出獄[22]，先前曾因另案判決有期徒刑2年，入監服刑1年8個月假釋，兩案經法院裁定合併執行4年8月，截至本案假釋出監日止，共執行3年9月24日，執行率已逾百分之80，以上均係依刑法及監獄行刑法等相關法令規定辦理[63]。
- 2022年7月29日，最高法院駁回上訴，全案定讞。[64]

### 味全調合油案
- 2016年3月25日，台北地院依詐欺、違反《食品衛生管理法》，一審判處魏應充4年徒刑。
- 2017年4月27日，二審智慧財產法院，認定「以混淆誤導消費者98配方調合油具有高級食用橄欖油、葡萄籽油之成分，實際上卻是銷售 1%極低橄欖油、葡萄籽油原料成分佔比之調合油產品，以不實之產品標記方法欺罔消費者，顯有詐欺之意圖」[65]，判處魏應充2年徒刑，全案定讞。2017年7月28日報到入監服刑，[66]並於2018年12月17日假釋出獄。
- 2019年6月28日，智慧財產法院判決頂新董事長魏應充的確曾在公司內部會議明確要求提升購油品質，法官據此認定，頂新公司並未有低價購買不合格原料以降低成本的壓力，加上是以市價向大統長基公司購買原料油，價格與市場行情相當，雖然買到攙有銅葉綠素的混油，但並非明知故犯，因此判決全案無罪確定 [67]。

### 頂新逃漏稅案
- 2017年2月23日，魏應充因逃漏稅6，000多萬元，一審彰化地院判定魏應充涉犯《逃漏營業稅捐罪》共37罪，又觸犯《商業會計法》，故意遺漏會計事項不為紀錄罪，合計44罪，一罪一罰判刑3年，得易科罰金。[68]
- 2018年12月6日，全案上訴二審台中高分院，指出「魏應充提供申設帳戶供存入未開發票之營業收入，以規避查核，且漏開統一發票」，且「製作資產負債表及營利事業所得稅結算申報書（損益及稅額計算表）等業務文書時，故意漏報營業收入而不為記錄，致使頂新公司95年至101年度之上開財務報表發生不實之結果⋯⋯逃漏稅捐合計高達2億1，937萬7，856元」，魏應充、陳錫勳於審理時坦承犯行，頂新公司補繳所逃漏之稅額及罰鍰。台中高分院判決魏應充共7罪（共同故意遺漏會計事項不為記錄、逃漏稅捐等罪），應執行有期徒刑2年，不得易科罰金。仍可上訴。[69]
- 2020年7月16日，頂新前董事長魏應充被控逃漏稅2.1億餘元，一審遭判刑3年、得易科罰金328萬元，但台中高分院二審卻認為漏稅金額龐大，不宜輕縱，改將其中的7罪判刑2年、不得易科罰金。案經撤銷發回後，更一審改判刑1年10月，得易科罰金。對此，法界普遍對於更審判決認可，認為更審法院回歸「相同案件應為相同處理」原則，因為「法律不該因人而異」，不能因為是名人，就改判重刑懲罰。[70]。

## 個人生活

### 國家文化藝術基金會
於2011年擔任董事，頂新集團長期對藝術與文化工作的推展不遺餘力，不僅積極參與社會藝文回饋，集團內部也相當重視人文涵養的培植，2008年以2年300萬元贊助「故宮週末夜」文化推展，味全董事長魏應充指出，2011年將加碼為2年600萬元的文化經費贊助，加上活動影音記錄、年度典藏紀念冊及現場服務等支援，總計二期4年的故宮贊助累積將投入超過1100萬元。

### 慈濟
- 賑災
  - 1986 在家鄉彰化，無意間看到慈濟出版的《慈濟道侶》半月刊，被慈濟宣揚的「學一個手心向下的人」所打動，而主動打電話到慈濟要求加入。
  - 1992 參與慈濟在大陸的賑災等活動
  - 1996 河北省水災賑災並發放冬令救濟
  - 2008 汶川大地震時，擔任慈濟國際人道救援協會食品組召集人，慈濟賑災所使用的素泡麵，也是由味全代為研發、生產
  - 2010 海地大地震捐款
  - 2011 協助慈濟援外白米專案
  - 2011 參與慈濟援助日本311震災志工與捐款
  - 2011 日本風災援助 帶動同仁援助日本風災募款
  - 2011 協助泰國曼谷水災的物資採購與運輸
  - 2012 參與大陸慈濟基金會什邡大愛感恩環保科學園區
  - 2012 協助北京房災物資捐款
  - 2012 美國桑迪颶風風災捐款
  - 2013 巴基斯坦大地震捐款
  - 2013 康芮颱風，捐贈物資到雲林縣

- 扶貧
  - 2011 重慶關懷留守兒童 陪留守兒童吃營養午餐、巡視新建國小環境
  - 2011 協助北朝鮮救助專案 捐贈奶粉與協助運輸

- 環保
  - 秉持「與地球共生息」的理念，致力開發以寶特瓶回收再利用的環保科技[72]，從環保菩薩到實業家志工的愛心接力、到再回饋社會的故事，期盼成為拋磚引玉的先鋒，帶動更多有心之士共同投入環保，善盡企業的社會責任。

- 國際人道救援會食品組召集人
  - 運用味全及頂新近60年經營食品業的專業和豐富資源，將資源轉為良能，承擔起開發香積麵的任務，為食品組的召集人[73]。 食品組研發考量氣候變遷趨勢和重大災難後特殊環境與條件等各項民生問題及基礎建設恢復的進度，以及災民對於熱量、營養、安全性及飽足感等實際需求，規劃開發不同救災階段所需要的食品類型；更希望能兼具運輸與使用的便利性，及安全節能的包材，讓賑災志工付出之餘不需要為了飲食煩惱，也提供無水無電居民的第一餐，讓他們得以迅速獲得溫飽。 更推動建構全球賑災食品(糧食)的知識平台，不僅希望掌握原物料的變化以及各地飲食習慣，更希望藉此管理系統增進賑災效益。

- 其他：擔任副領隊，帶領企業家慈濟事業與推動企業社會公益[74]

### 永靖環保站
- 無毒有我專案：支持法務部反毒宣導，由味全公司、松青公司配合法務部.慈濟大學.慈濟北區教師聯誼會於2012年3月7日開始推動「無毒有我」專案2012～2013年共計對外舉辦18場次，共2,668人參與；對內舉辦27場次，共1,638人參與，影響人數達4,306人。 更生人關懷：2012年元月起，永靖環保教育站即開始接引南彰化地區的更生人來做環保，至今約有480人次以上的更生人參與，許多人之後更自願地參與社區志工培訓 列入彰化地檢署司法保護據點，更是南彰化更生人關懷重點 除資源回收活動外，還有宗教輔導及生命教育課程，更延伸到更生人原生家庭作家訪，持續陪伴更生人出社會後的生活。
- 教育：開辦慈濟社區兒童親子成長班、慈少班、親子班、頂新和德文教基金會國中課輔班、社區親子成長班等除課業輔導外，以慈濟人文豐富孩子心靈與智慧，增進親子互動。
- 環保：資源回收分類，宣導愛護地球、惜福愛物的觀念深入社區，帶領民眾一同做環保，改善不良習氣，使許多家庭因而和諧[75]。

## 軼事
- 賣混充劣質食用油的魏應充，自己與家人會不會吃到自家賣的混充油呢？依據媒體報導，一位熟悉魏家的友人表示，魏家廚房都用一款進口冷壓橄欖油，號稱「液體黃金」，一瓶500ML要價超過上千元，價格不菲[76]。而這款油品，進口商是李孝亮家族事業[77]。

## 外部連結
- 魏應充的Facebook專頁